# Zuid-Soedanese Communistische Partij
De Zuid-Soedanese Communistische Partij is een politieke partij in Zuid-Soedan. De partij werd opgericht in juni 2011, toen de zuidelijke takken van de Soedanese Communistische Partij zich af scheidde van hun moeder partij door de Zuid-Soedanese onafhankelijkheid. De vorming van de nieuwe partij was verklaard op een bijeenkomst in het Soedanese Communistische Partij kantoor in Khartoum. Joseph Wol Modesto is de algemeen secretaris van de partij.